# Центральный комитет по защите прав албанского народа

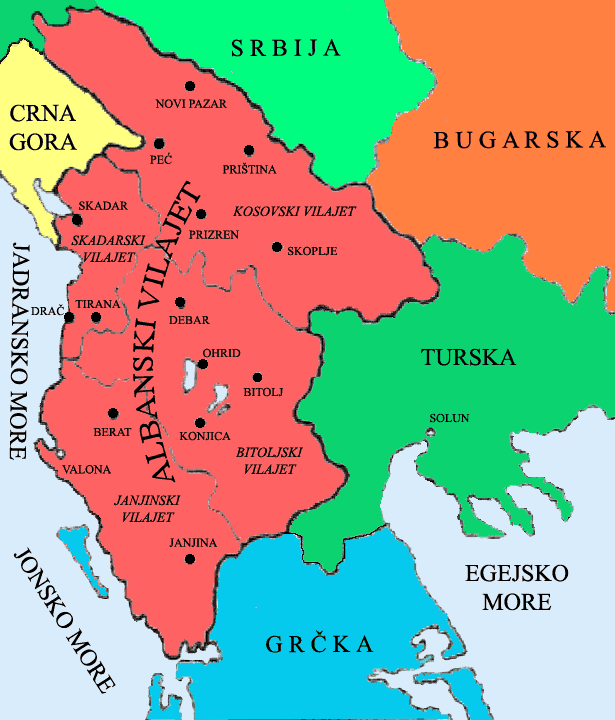
Территория вилайетов Косово, Монастир, Янина и Скутари (выделена красным), которая по планам Центрального комитета по защите албанских прав должна была стать автономной Албанией в составе Оттманской империи

Центральный комитет по защите прав албанского народа — организация, сформированная деятелями албанского национально-освободительного движения и ставшая основой будущей Призренской лиги, которая стала первой государственной институцией современной Албании. Центральный комитет по защите албанских прав также известен как «Стамбульский комитет» («Komiteti i Stambollit») или «Союз Единство в Стамбуле» («Shoqëria „Bashkimi“ e Stambollit»).

## История
Центральный комитет по защите албанских прав был создан 18 декабря 1877 года в Стамбуле группой албанских интеллектуалов, политиков и общественных деятелей, среди которых были Хасан Тахсини, Абдюль Фрашери, Весель Дино, Ильяз Паше Дибра, Имер Призрени, Сами Фрашери, Зия Приштина, Ахмет Короница, Мехмет Али Верони, Сеид Топтани, Мустафа Нури Влёра, Пашко Васа, Яни Врето, Михал Варито, Пандели Сотири, Кото Ходжи и Мане Тахири. Председателем Центрального комитета по защите албанских прав был избран Абдюль Фрашери.
Целью Центрального комитета по защите албанских прав было распространение идей автономности Албании в составе Оттоманской империи. Планы Центрального комитета были опубликованы в газете «Tercuman i Sark», в которой призывалось создать отдельный Албанский вилайет, территория которого распространялась бы на вилайеты Косово, Монастир, Янина и Скутари.
Следующее собрание Центрального комитета по защите албанских прав было запланировано в 1878 году в Призрене.